# Acacia asperulacea
Acacia asperulacea é uma espécie de leguminosa do gênero Acacia, pertencente à família Fabaceae.